# Satyrium herzi
Satyrium herzi is een vlinder uit de familie van de Lycaenidae. De wetenschappelijke naam van de soort werd als Thecla herzi in 1887 gepubliceerd door Johann Heinrich Fixsen.